# Gare de Hollerich
Pour les articles homonymes, voir Hollerich (homonymie).
La gare de Hollerich est une gare ferroviaire luxembourgeoise de la ligne 7, de Luxembourg à Pétange, située à Hollerich, quartier de la ville de Luxembourg, dans le canton de Luxembourg.
Elle est mise en service en 1900 par la Société anonyme luxembourgeoise des chemins de fer et minières Prince-Henri. C'est une halte ferroviaire de la Société nationale des chemins de fer luxembourgeois (CFL), desservie par des trains Regional-Express (RE) et Regionalbunn (RB).

## Situation ferroviaire
Établie à 286 mètres d'altitude, la gare de Hollerich est située au point kilométrique (PK) 19,004 de la ligne 7 de Luxembourg à Pétange, entre les gares de Luxembourg et de Leudelange.

## Histoire
La station de Hollerich est mise en service par la Société anonyme luxembourgeoise des chemins de fer et minières Prince-Henri, lors de l'ouverture à l'exploitation la ligne de Luxembourg à Pétange le 8 août 1900.
Pendant la Seconde Guerre mondiale, un premier convoi de déportés politiques part de la gare le 17 septembre 1942, 86 autres convois auront lieu jusqu'au 31 août 1944.
La gare est classée monument national le 16 octobre 1987.

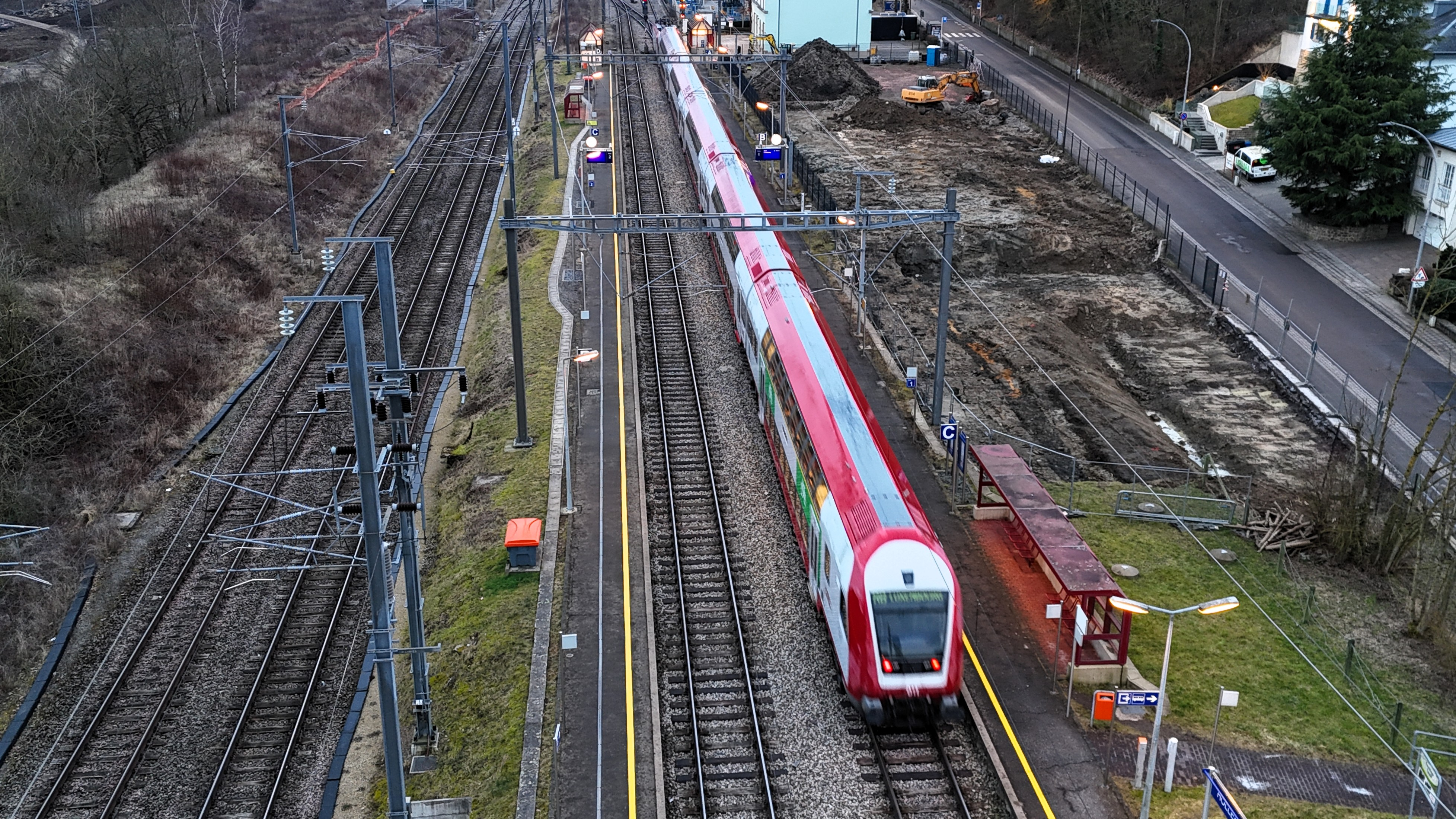
Le quais de la gare vus d'en haut.

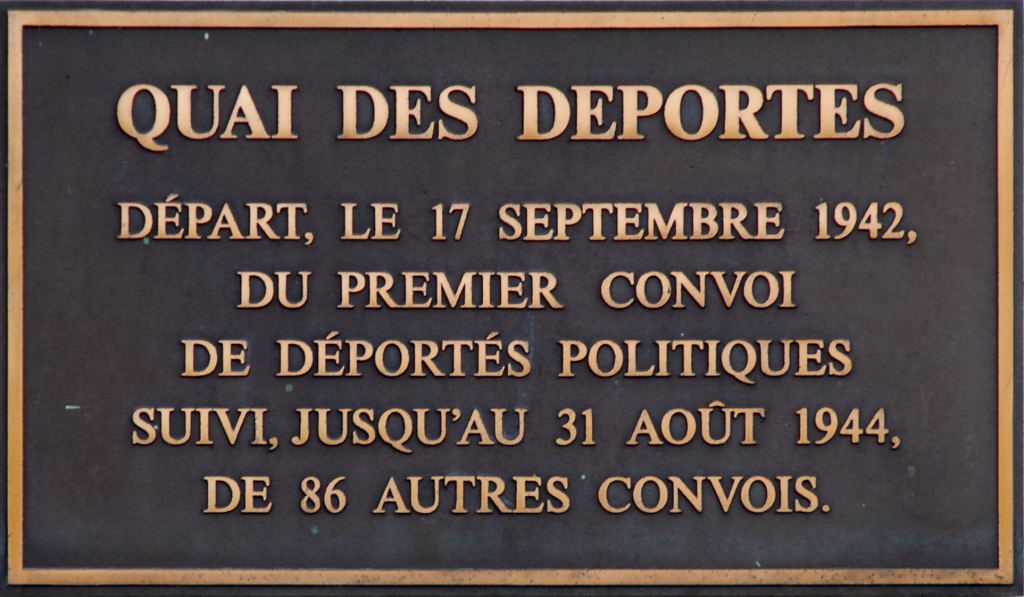
La plaque commémorative

## Service des voyageurs

### Accueil
Halte CFL, c'est un point d'arrêt non géré (PANG). Elle dispose de deux abris et d'un souterrain qui permet la traversée des voies et le passage d'un quai à l'autre. La halte est équipée d'un automate pour l'achat de titres de transport.

### Dessertes
Hollerich est desservie par des trains Regional-Express (RE) et Regionalbunn (RB) qui exécutent les relations suivantes, :
- Luxembourg - Rodange - Longwy.

### Intermodalité
La gare ne possède pas de parking officiel pour les véhicules. La ligne 18 des autobus de la ville de Luxembourg dessert la gare.

## Projet
D'ici 2033, la gare sera déplacée vers l'ouest, entre les ponts au dessus de la route d'Esch (N4) et de la rue de Cessange (CR235) en parallèle de la rue Maurice-Barrès et permettra aux trains empruntant la ligne 5 de s'y arrêter également ; la nouvelle gare s'intègrera dans un pôle d'échanges que le tramway desservira. Ce projet, qui s'inscrit dans celui du réaménagement urbain d'Hollerich est la suite de celui la « gare de Cessange » évoqué en 2007 et nécessitera de reconstruire les deux ponts rails.